# Choleriker

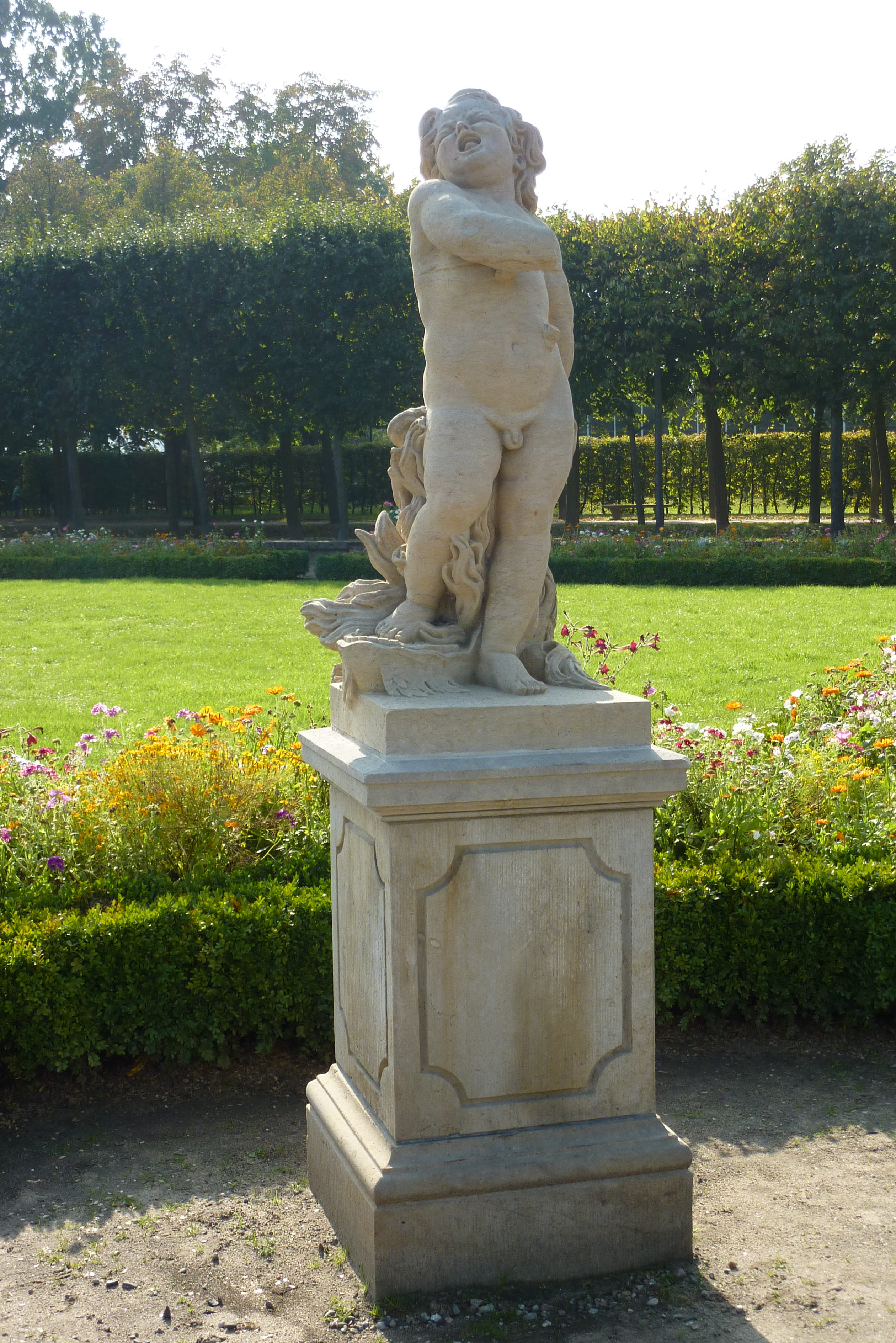
Choleriker, allegorischer Putto am Schloss Friedrichsfelde, nach dem Original von Johann Gottfried Knöffler

Choleriker (über lateinisch cholericus, mittellateinisch colericus, „gelbgallig, Gelbgalliger; cholerisch, Choleriker“, von altgriechisch χολή cholḗ, deutsch ‚Galle, Gallensaft‘) ist die Bezeichnung für einen leicht erregbaren, unausgeglichenen, jähzornigen, zu Wutanfällen neigenden Menschen.

## Begriffsentwicklung
Der Begriff  geht zurück auf die auf der Humoralpathologie beruhende und wissenschaftlich überholte Lehre von den vier Temperamenten, in welcher der durch eine „cholerische Komplexion“ (von lateinisch complexio: Komplexion, Temperament, Konstitutionstyp im humoralpathologischen Sinne) charakterisierte Choleriker neben dem Melancholiker, dem Phlegmatiker und dem Sanguiniker einen der vier Konstitutionstypen darstellt. Beim Choleriker überwiegt in der Mischung der vier Körpersäfte (Blut, Gelbe Galle, Schwarze Galle und Schleim) die trockene und heiße Gelbe Galle (cholera).
Im positiven Sinn werden Choleriker als willensstark, furchtlos und entschlossen beschrieben.
Der Choleriker galt früher allgemein als Grundtypus menschlicher Charakterzüge, der als für die mit seinem Typ assoziierten Leidenschaften und Krankheiten besonders empfänglich gilt. Sowohl die Stärke der einzelnen Temperamente als auch ihre Mischung wurde für Personen individuell angesehen. Den gesunden und wünschenswerten Zustand stellt nach Galenos das Gleichgewicht zwischen den Temperamenten dar. Ein Mensch mit einem stark überwiegenden Temperament wie der humoralpathologisch einer heißen und trockenen „Säftemischung“ (durch einen Überschuss an „Gelber Galle“) bzw. Beschaffenheit (Komplexion) zuzuordnende Choleriker kann nach dieser Ansicht als krank bezeichnet werden. Moderne Krankheitsklassifikationen wie der ICD 10 kennen „cholerisch“ nicht als Diagnose.
Nach Hans Jürgen Eysenck ist das cholerische Temperament durch die Kombination von emotionaler Labilität mit Extraversion gekennzeichnet.